# Beth Ross
Elizabeth „Beth“ Ross (* 6. Oktober 1996) ist eine neuseeländische Ruderin. Sie war Weltmeisterin und Olympiazweite mit dem Achter.

## Karriere
Beth Ross begann 2012 in Wellington mit dem Rudersport. Bei den Junioren-Weltmeisterschaften 2014 erreichte sie mit dem Vierer ohne Steuerfrau den achten Platz. 2015 wurde sie in der gleichen Bootsklasse Fünfte bei den U23-Weltmeisterschaften, 2016 war sie Vierte mit dem Achter und 2017 Neunte mit dem Vierer ohne Steuerfrau. Bei den Weltmeisterschaften 2017 belegte sie mit dem Vierer den zehnten Platz. 2018 ruderte sie erstmals im Ruder-Weltcup und belegte mit dem Achter den zweiten Platz in Linz-Ottensheim und siegte in Luzern. Bei den Weltmeisterschaften in Plowdiw ruderten die Neuseeländerinnen auf den siebten Platz. Im Jahr darauf belegten sie beim Weltcup in Posen den vierten Platz und siegten in Rotterdam. In Linz-Ottensheim bei den Weltmeisterschaften 2019 gewannen die Neuseeländerinnen vor den Australierinnen und dem Boot aus den Vereinigten Staaten. Bei den Olympischen Spielen in Tokio gewann der neuseeländische Achter die Silbermedaille mit 0,91 Sekunden Rückstand auf die Kanadierinnen.